# Berlevåg
70°51′42″N 29°5′41″Ø / 70.86167°N 29.09472°Ø
Berlevåg kommune (samisk: Bearalvági gielda) ligger i den nordøstlige del af Troms og Finnmark fylke i Norge ud til Barentshavet. Kommunen består af Berlevåg og Kongsfjord. Navnet har usikker tolkning. Første led kan være samisk for "perle"; eller verbet berle (= smyge varsomt).
Kommunens godt 1.200 (2007) indbyggere bor i fiskerihavnen, kommunecenteret Berlevåg og i fiskelejet Kongsfjord. Stedet anløbes af Hurtigruten og har en flyveplads ca. 20 km vest fra byen med forbindelse til resten af Norge. De vigtigste erhverv er fiskeri, fiskeforædling, handel, fremstilling af avanceret maskineri til fiskefartøjer, glas- og keramikkunst samt offentlig og privat service.
Siden 1750 har der boet nordmænd i byen. Man har fundet bevis for, at området har været beboet ca. år 8.000 f.Kr.

## Hurtigruten
Før den nuværende anløbsmole, hvor Hurtigruten lægger til, blev bygget, måtte passagerer og gods af enhver art til og fra færgen sejles ud på Barentshavet af en speciel pram, hvorfra de blev hejst op i færgen midt ude på åbent hav. Dog sker det stadig, at Hurtigruten må springe Berlevåg over, hvis havet viser for meget tænder.

## Molerne
Fra 1913 til 1975 blev det bygget hele fire moler for at beskytte havnen mod bølgerne fra ishavet. En storstorm i 1959 raserede halvdelen af Svartoksenmolen. Flere gange har byen og især fiskerflåden været skyllet ud i Barentshavet, da molerne ikke har kunnet holde stand mod havets raseri. De to store ydermoler har taget ca. 40 år at blive bygget, først ved indbyggernes eget gåpåmod og siden med fransk hjælp, hvor man støbte tetrapoder på mellem 15 og 25 tons stykket, som man kan se ved den franske atlanterhavskyst. Anlægsarbejdet blev færdigt i 1975, men alligevel har havet formået at skylle nogle af dem i havet og havnen på indersiden af molerne. Under hele byggeperioden kom ingen alvorligt til skade eller blev dræbt.

## Anden verdenskrig og raseringen
Da den tyske hovedstyrke var trængt vest for Tana bro 28. oktober 1944 af den fremrykkende røde armé, beordrede Hitler de 200.000 tyske soldater i området forflyttet til Lyngen i Troms. Undervejs skulle den brændte jords taktik benyttes: "Medlidenhed med befolkningen er ikke på sin plads."
Da tyskerne trak sig tilbage, blev al bebyggelse i Berlevåg brændt ned, og kun kirken stod tilbage. Kongsfjord blev dog ikke nedbrændt, og har bevaret noget så sjældent i området som flere bygninger fra tiden før anden verdenskrig.

## Naturen
Området omkring Berlevåg byder på en dramatisk, men flot natur, hvor der både er gode muligheder for vandring i fjeldene, dykning i Barentshavet og dybhavsfiskeri. Blandt de bedste steder at vandre er ved Tanahorn, som ligger mellem Molvik og Berlevåg. Selve turen er på ca. 2 gange 4 km, og man kommer ca. 300 meter op over havoverfladen, hvor man både kan se selve Tanafjord og Barentshavet helt ud til Kjølnes Fyr ved Kongsfjord. Ude på selve spidsen er der en varde rejst af samerne og en postkasse med en gæstebog i, hvor de modige skriver i, hvis de kommer helt derud. Udturen tager mellem 1½ og 2 timer, og tilbageturen tager knap 1½ time. Gode vandresko eller støvler er en god idé, og turen er markeret med små varder lavet af vandrerne og af røde og hvide pinde sat op af ham, som har lavet turen.
Er man lystfisker eller interesseret i fuglelivet, er der mulighed for at få tilgodeset sin interesse. De fisk, man kan få på krogen, er torsk, sej, hellefisk, havkat og rødfisk. Og selv kongekrabbe kan man være heldig at fange. Fuglelivet kan byde på fx mallemuk, svartbag og lunde. Derudover kan man møde både hvaler og sæler.
Det siges blandt indbygerne, at byen har 9 måneder med sne og 3 måneder med elendigt skiføre.